# Каффаро Ди Рустико да Кашифеллоне
Каффаро Ди Рустико да Кашифеллоне (итал. Caffaro di Rustico da Caschifellone) (около 1080 — между 1164 и 1166) — государственный деятель, дипломат, флотоводец и хронист Генуэзской республики. Первый автор «Annales ianuenses» — официальной истории Генуи.

## Биография
Родился в 1080 или 1081 году в семье Рустико, сеньора Кашифеллоне, небольшого городка в долине Валь Польчевера, в приходе Сан-Чиприано (ныне часть Серра-Рикко, Лигурия), который происходил из потомственной семьи местных виконтов. Впервые его имя фигурирует в частноправовом акте, датированном 20 июля 1100 года.
C августа 1100 года по октябрь 1101 года он в составе отряда земляков принимал участие в Первом крестовом походе, в частности, в походе на Яффу и взятии Арсуфа и Кесарии, и на Пасху 1101 года наблюдал Схождение Благодатного огня в Иерусалиме. Между 1122 и 1149 годами восемь раз избирался в Консулат республики: шесть раз (1122, 1125, 1127, 1141, 1146, 1149) в коммунальный и дважды (1130, 1144) — в судебный.
По его собственным словам, он стал делать заметки обо всём увиденном в возрасте 20 лет в Палестине, где, возможно, наблюдал за работой хронистов священной войны, и по возвращении в Геную занялся самообразованием и собиранием исторического материала. Приобретённый в крестовом походе военный опыт помог ему стать капитаном генуэзского флота, в качестве которого он участвовал в нескольких сражениях против Пизанской республики, в том числе в 1125 году при Пьомбино.
В конце 1130-х — начале 1140-х годов он вновь отправился в Святую Землю, а по возвращении на родину начал работу над «Annales Ianuenses» — официальной историей Генуи, поставив себе целью «записать имена и деяния генуэзских консулов и всё, что происходило в Генуе каждый год». В качестве источников использовал доступные ему государственные и дипломатические документы, а также собственные воспоминания и рассказы современников. В 1146 году возглавлял генуэзский флот в походе на Менорку и мавританскую Альмерию, а в 1147—1148 годах участвовал в реконкисте, после чего отправился в военную экспедицию на Тортосу.
В 1152 году он представил первую книгу «Анналов» Консулату республики, после чего консулы поручили коммунальному писарю Гульельмо ди Коломба скопировать её и поместить на хранение в городской архив (comuni cartularium). В конечном счёте, занятый по основной своей службе Каффаро, периодически возвращаясь к «Анналам», довёл в них изложение событий с 1100 до 1163 года, приложив к своему труду подробный перечень генуэзских епископов (Notitia episcoporum Ianuensium). Исследователи предполагают, что при работе над анналами за 1152—1163 годы он пользовался уже трудом соавтора, возможно, писца Макобрио, которому диктовал свой текст.
Невзирая на явные хронологические ошибки и неправильную латынь, лишающую исторический труд Каффаро литературных достоинств, он является важным источником по истории эпохи. Помимо ценной информации об обстоятельствах возвышения Генуэзской республики, возникновения в ней Консулата (1099—1191), борьбе последнего с епископской властью, политических и гражданских конфликтах, военных походах генуэзцев и отношениях их с европейскими монархиями, папством, а также Византией, Египтом, Утремером и Северной Африкой, в нём приводятся данные о карьере ранних представителей местных династий, в частности Эмбриако. Подобно своему младшему современнику, пизанскому хронисту Бернардо Марагоне, также участвовавшему в дипломатических миссиях и судебных разбирательствах, Каффаро демонстрирует в своём произведении не только передовые для своего времени взгляды и горячий патриотизм, но и достаточную осведомлённость и широту кругозора.
Литературный стиль Каффаро прост и безыскусен, анализ текста его сочинения выдаёт знакомство автора лишь с Священным писанием и трудами Отцов Церкви, за исключением пары реминисценций из трудов Саллюстия и Цицерона.
После смерти Каффаро по просьбе его сына Отто и по распоряжению консулов республики «Анналы» продолжены были канцлером Оберто до 1173 года, затем их довёл до 1196 года Оттобоно Скриба, вслед за ним с 1197 по 1219 год — торговец и чиновник Оджерио Пане, после до 1224-го — городской писарь Маркизио, затем их, возможно, дополнил поэт и нотариус Урсоне из Сестри, потом продолжил до 1264 года Бартоломео Скриба, и, наконец, довёл до 1294 года городской архивариус Якопо Дориа.
Не ранее 1152 года Каффаро составил на основе собственных воспоминаний и свидетельств очевидцев Ystoria captionis Almarie et Turtuose — подробное описание осады Альмерии и Тортосы. Через некоторое время после этого, возможно, в 1155—1156 годах, когда Генуя была в разгаре спора с Иерусалимским королевством, он написал труд по истории Леванта «Об освобождении городов Востока» (De liberatione civitatum orientis), уделив в нём внимание, помимо походов генуэзцев, отношениям между Западом и Византией, а также географии региона.
Будучи дипломатом, Каффаро выполнил несколько дипломатических миссий от имени Генуи. В частности, в 1121 и 1123 годах он ездил в Рим к папе Каликсту II, защищая интересы Лигурийской республики на Корсике, посетив по этому вопросу также Пизу, в 1127 году подписал выгодный мир с графом Барселоны Рамоном Беренгером IV, затем посетил двор короля Кастилии и Леона Альфонсо VII, а в 1154 и 1158 годах вёл успешные переговоры с германским императором Фридрихом I Барбароссой, подтвердив торговые привилегии Генуи.